# Rik Mayall
Richard Michael "Rik" Mayall (Harlow, 7 marzo 1958 – Londra, 9 giugno 2014) è stato un attore, comico e scrittore britannico.

## Biografia
Nato nell'Essex da genitori entrambi insegnanti di recitazione, Richard Mayall inizia a lavorare col padre, fino a che non incontra il suo socio e collega Adrian Edmondson all'Università di Manchester, nel 1975. Con lui inizia un lungo percorso, partito con l'esibizione a Londra di Twentieth Century Coyote.
Scoperti dal produttore Paul Jackson, il duo ha collaborato con numerosi artisti negli anni ottanta. Ha scritto anche The Young Ones (1982), con Ben Elton e Lise Mayer. 
Nel 1986 era il protagonista del videoclip musicale Peter Gunn degli Art of Noise (dall'album In Visible Silence).
Nel 1998 è rimasto coinvolto in un incidente in quad-bike ed è finito in coma. Dopo essersi ripreso, ha continuato a lavorare. Ha preso parte tra l'altro alle serie Bottom e Blackadder.
Nel 2001 venne scelto per interpretare il fantasma Pix nella saga cinematografica di Harry Potter ma il personaggio venne tagliato dopo poche riprese nel primo film e poi definitivamente eliminato. 
È morto per un arresto cardiaco il 9 giugno 2014 all'età di 56 anni.

## Filmografia

### Cinema
- Un lupo mannaro americano a Londra (An American Werewolf in London), regia di John Landis (1981)
- Shock Treatment, regia di Jim Sharman (1981)
- Una Signora chiamata presidente (Whoops Apocalypse), regia di Tom Bussman (1986)
- Mangia il ricco (Eat the Rich), regia di Peter Richardson (1987)
- Va' all'inferno Fred (Drop Dead Fred), regia di Ate de Jeong (1991)
- Piccoli rumori (Little Noises), regia di Jane Spencer (1992)
- Remember Me?, regia di Nick Hurran (1997)
- The Canterville Ghost, regia di Crispin Reece (1997)
- Guest House Paradiso, regia di Adrian Edmondson (1999)
- Merlin: The Return, regia di Paul Matthews (2000)
- Jesus Christ Superstar, regia di Gale Edwards e Nick Morris (2000)
- Alaska - Sfida tra i ghiacci (Kevin of the North), regia di Bob Spiers (2001)
- Chronicles of War, regia di Peter Richardson (2004)
- Just for the Record, regia di Steven Lawson (2010)
- Errors of the Human Body, regia di Eron Sheean (2012)
- One by One, regia di Diane Jessie Miller (2014)

### Televisione
- The Black Adder (1983)
- Blackadder II (1986)
- Mr Jolly Lives Next Door, regia di Stephen Frears (1988) - film TV
- Blackadder Goes Forth (1989)
- Micky Love, regia di Nick Hamm (1993) - film TV
- Dancing Queen, regia di Nick Hamm (1993) - film TV

### Doppiatore
- La principessa e il folletto (The Princess and the Goblin), regia di Jószef Gémes (1991)
- Il mondo di Peter Coniglio e dei suoi amici (The World of Peter Rabbit and Friends), serie animata (1992-1995)
- Asterix conquista l'America (Asterix Conquers America), regia di Gerhard Hahn (1994)
- Il vento nei salici (The Wind in the Willows), regia di Dave Unwim (1995)
- La banda del fiume (The Willows in Winter), regia di Dave Unwim (1996)
- Tom e Vicky (Tom and Vicky), serie animata (1998)
- Shoebox Zoo, serie TV (2004-2005)
- Valiant - Piccioni da combattimento (Valiant), regia di Gary Chapman (2005)
- I disastri di Re Artù (King Arthur's Disasters), serie animata (2005-2006)

## Doppiatori italiani
Nelle versioni in italiano delle opere in cui ha recitato, Rik Mayall è stato doppiato da:
- Saverio Garbarino in Guest House Paradiso
- Oliviero Dinelli in Và all'inferno, Fred

Da doppiatore è stato sostituito da:
- Claudio Moneta ne Il mondo di Peter Coniglio e dei suoi amici, Il vento nei salici (ridoppiaggio), La banda del fiume
- Mino Caprio ne Il vento nei salici
- Vittorio Guerrieri in Asterix conquista l'America
- Gianluca Storelli in Tom e Vicky
- Oliviero Dinelli in Shoebox Zoo
- Marco Bresciani in Valiant - Piccioni da combattimento
- Giorgio Lopez ne I disastri di Re Artù